# تیم ملی بسکتبال چین
تیم ملی بسکتبال چین نماینده کشور چین در مسابقات بین‌المللی بسکتبال است. این تیم تاکنون از موفق‌ترین تیم‌های بسکتبال در آسیا محسوب می‌شود.

| سال  | رتبه      | میزبان   |
| ---- | --------- | -------- |
| ۱۹۸۴ | ۱۰        | لس آنجلس |
| ۱۹۸۸ | ۱۱        | سئول     |
| ۱۹۹۲ | ۱۲        | بارسلونا |
| ۱۹۹۶ | ۸         | آتلانتا  |
| ۲۰۰۰ | ۱۰        | سیدنی    |
| ۲۰۰۴ | ۸         | آتن      |
| ۲۰۰۸ | ۸         | پکن      |
| ۲۰۱۲ | ۱۲        | لندن     |
| ۲۰۱۶ | ۱۲        | ریو      |
| ۲۰۲۰ | راه نیافت | توکیو    |